# Carine Adler
Carine Adler, Lady Reid de Cardowan (nascida em 1948) é uma cineasta e roteirista brasileira.
Ela é provavelmente mais conhecida como a segunda esposa do ministro britânico Dr. John Reid, com quem se casou em 2002. 

## Filmografia

### Longas
- Stray - 2006, diretora
- Under the Skin - 1997, roteirista/diretora. Recebeu o prêmio Michael Powell por melhor filme britânico de 1997 no Edinburgh International Film Festival

### Curtas
- Fever - 1995, roteirista/diretora
- Edward's Flying Boat (doc) - 1995, roteirista/diretora
- Touch and Go - 1993, roteirista/diretora
- Jamie - 1982, roteirista/diretora. Curta realizado na National Film and Television School
- Pianists - 1980, roteirista/diretora
- Contrechamps - 1979, roteirista/diretora

## Ligações Externas
- Carine Adler. no IMDb.
- «Carine Adler». BFI Screenonline
- «Carine Adler». BritFilms